# Pavel Kouba
Pavel Kouba, né le 1er septembre 1938 à Kladno (Tchécoslovaquie) et mort le 13 septembre 1993, est un footballeur international tchécoslovaque. 
Gardien de but, Kouba évolue de 1958 à 1965 au Dukla Prague, puis de 1965 à 1969 à l'AC Sparta Prague. Il termine sa carrière en France à l'AS Angoulême où il joue 83 matches de championnat de Division 1 en trois saisons de 1969 à 1972.

## Palmarès
- Finaliste de la Coupe du monde 1962 avec l'équipe de Tchécoslovaquie
- Champion de Tchécoslovaquie en 1961, 1962, 1963 et 1964 avec le Dukla Prague
- Champion de Tchécoslovaquie en 1967 avec le Sparta Prague
- Vainqueur de la Coupe de Tchécoslovaquie en 1961 et 1965 avec le Dukla Prague
- Finaliste de la Coupe de Tchécoslovaquie en 1962 avec le Dukla Prague
- Finaliste de la Coupe de Tchécoslovaquie en 1967 avec le Sparta Prague